# Andy Bell (muzyk)
Andy Bell, właśc. Andrew Piran Bell (ur. 11 sierpnia 1970 w Cardiff) – brytyjski basista zespołu Oasis, wcześniej był wokalistą w grupie Ride.